# Casinaria limenitidis
Casinaria limenitidis är en stekelart som först beskrevs av Howard 1889.  Casinaria limenitidis ingår i släktet Casinaria och familjen brokparasitsteklar. Inga underarter finns listade.